# Esplorazione di Europa
L'esplorazione di Europa è avvenuta prevalentemente attraverso sonde lanciate per l'esplorazione di Giove. Essa è ritenuta prioritaria dalle principali agenzie spaziali, che vedono nell'ambiente della luna un habitat adatto ad ospitare la vita.
Le prime informazioni furono ricavate negli anni settanta dai sorvoli delle sonde Pioneer (10 e 11) e Voyager. La maggior parte delle informazioni in nostro possesso, tuttavia, sono derivate dalle osservazioni della sonda Galileo, che nei suoi otto anni di attività nel sistema di Giove (1995-2003) ha eseguito numerosi sorvoli ravvicinati della luna.
Per il futuro, sono state avanzate varie proposte di missioni, sia per l'esplorazione di Giove, sia per l'esplorazione diretta di Europa. L'ultima sonda ad essere posta in orbita attorno al pianeta è Juno, il cui lancio è avvenuto nel 2011. Arrivata nel sistema gioviano nel 2016, nel 2022 ha effettuato un sorvolo ravvicinato di Europa, tuttavia il suo principale obiettivo era lo studio della magnetosfera del pianeta da una prospettiva polare. Nella prima metà degli anni 2030, due sonde si troveranno nel sistema gioviano: la europea JUICE e la statunitense Europa Clipper. JUICE si concentrerà in particolare su Ganimede, attorno al quale entrerà in orbita nel 2034, tuttavia effettuerà anche qualche fly-by di Europa. La sonda NASA Europa Clipper si dedicherà invece quasi completamente a Europa, sorvolandola oltre 50 volte.
Le difficoltà di studiare Europa da vicino, e di mandare in futuro un lander in superficie, risiedono nell'ambiente fortemente radioattivo attorno a Europa. A causa della vicinanza con Giove, le radiazioni, seppur non intense come quelle attorno a Io, possono danneggiare in breve tempo gli strumenti della sonda, che potrebbe quindi studiare la luna per un arco di tempo relativamente breve.

## Considerazioni generali

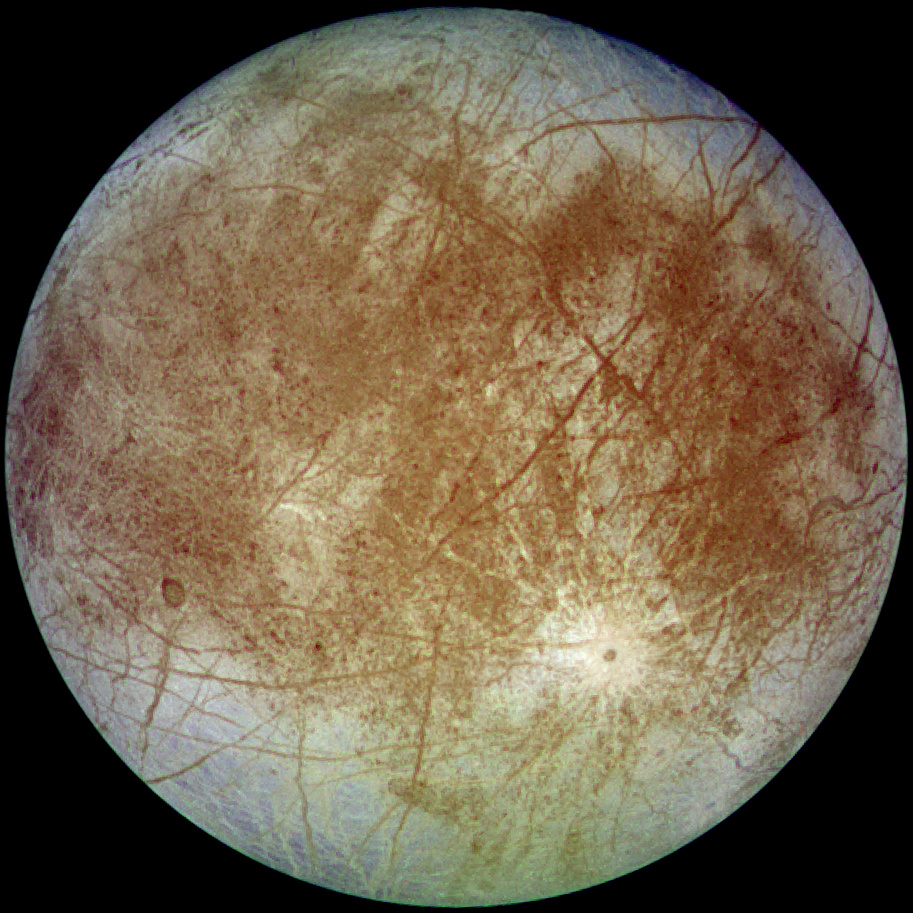
Europa, ripresa dalla sonda Galileo.

Europa è considerato dalla comunità scientifica come uno degli obiettivi primari dell'esplorazione spaziale del Sistema solare esterno. Tale interesse è dettato dall'ipotesi concreta che possa esistere vita nell'oceano al di sotto della superficie, in un ambiente simile a quello delle sorgenti idrotermali presenti sulla Terra nelle profondità dell'oceano o sul fondo del Lago Vostok, in Antartide. Allo stato attuale, non ci sono prove che attestino la presenza di forme di vita su Europa, ma la presenza di acqua liquida è così probabile da rafforzare le richieste di inviare sonde per investigare.
Ci si aspetta che una missione diretta verso Europa possa confermare (o smentire) l'esistenza dell'oceano al di sotto della superficie usando misure gravimetriche o dispositivi radar; attraverso fotografie ad alta risoluzione potrebbe essere dedotta l'origine delle caratteristiche superficiali e gli spettroscopi potrebbero indicarne la composizione. Se all'eventuale orbiter fosse abbinato un piccolo lander potrebbe essere determinata la composizione chimica in situ della superficie e, con opportune misure di onde sismiche, il livello di attività della luna e lo spessore del ghiaccio.
Malgrado ciò, si sono verificate una serie di false partenze che hanno condotto a vari ritardi, rispetto alle richieste della comunità scientifica.
Al di là del notevole interesse per Europa stessa, studiare le lune ghiacciate di Giove è di particolare importanza anche per valutare l'abitabilità dell'ambiente attorno ai giganti gassosi, soprattutto alla luce dei numerosi corpi planetari appartenenti a tale classe scoperti al di fuori del Sistema solare.

### Esigenze tecniche
Alle esigenze tecniche richieste ad una normale missione diretta verso Giove, si sommano alcune particolarità dell'ambiente attorno ad Europa, la più significativa delle quali è l'elevato valore di radiazioni cui la sonda va incontro, essendo Europa collocata ben all'interno della magnetosfera del pianeta. In particolare, Europa riceve circa 540 rem di radiazioni al giorno.
Inoltre, al quantitativo di carburante necessario per raggiungere Giove, si somma quello richiesto per l'inserzione in orbita attorno ad Europa.

## Sorvoli ravvicinati

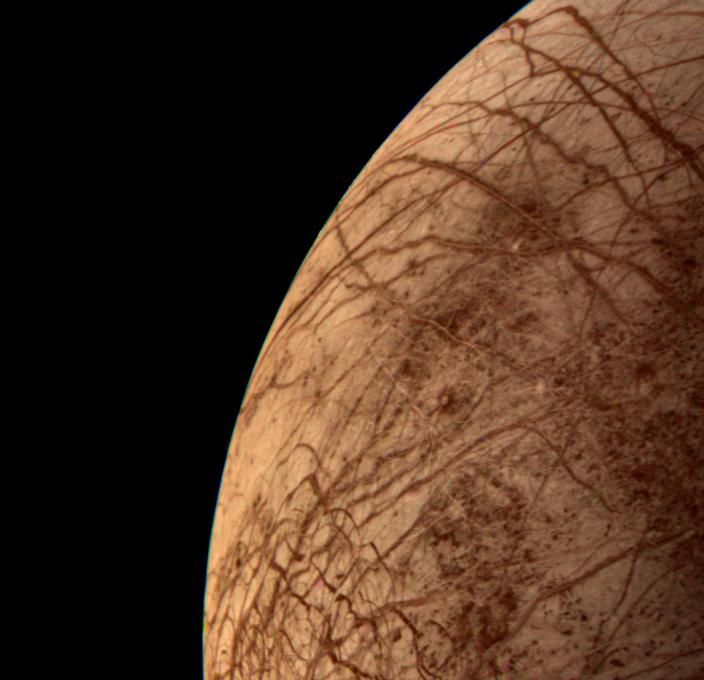
La superficie di Europa fotografata dalla Voyager 2.

### Gli anni settanta

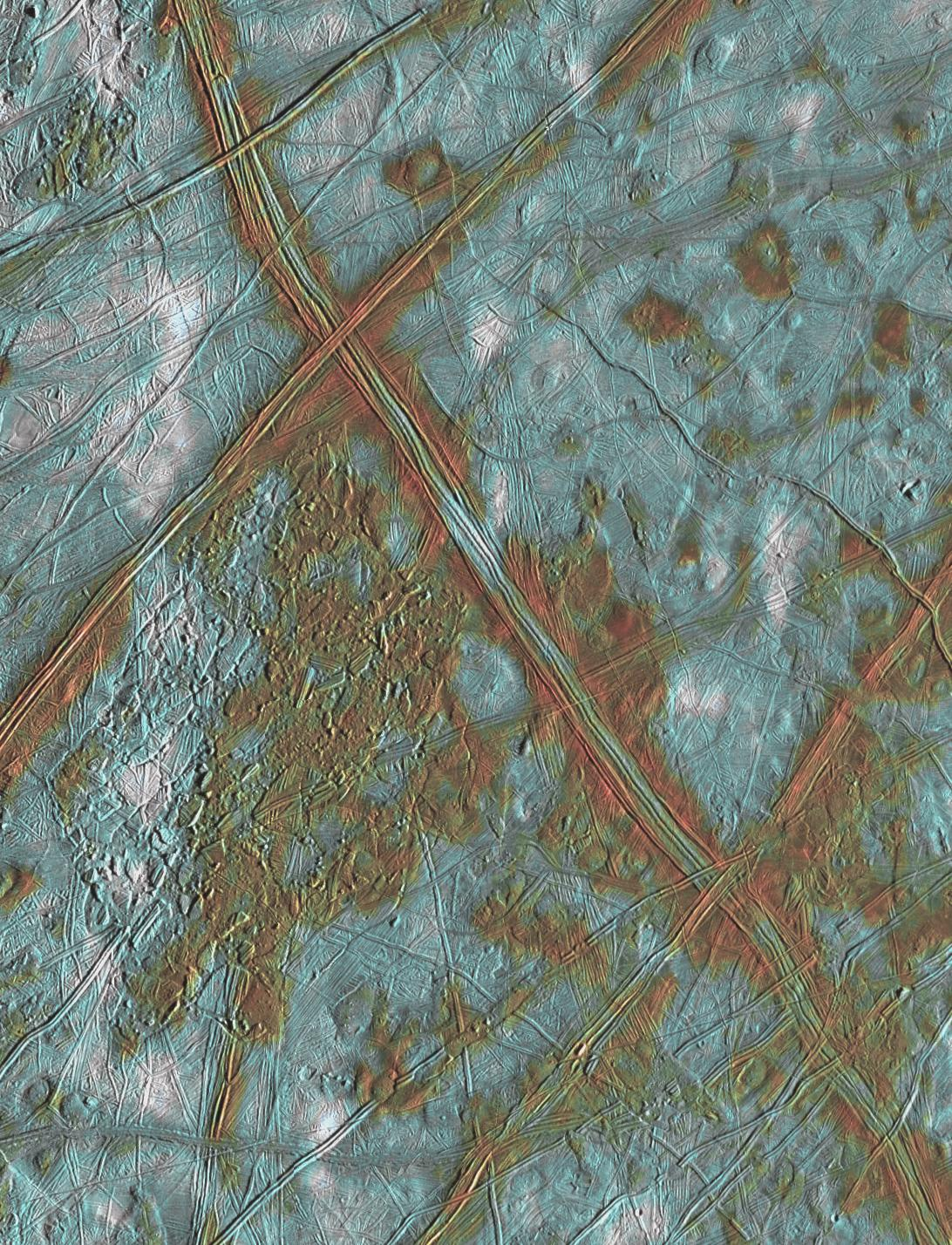
Immagine della superficie di Europa ripresa dalla sonda Galileo.

Diverse sonde lanciate per l'esplorazione di Giove hanno esplorato Europa in dettaglio. Le prime furono le Pioneer 10 e 11, rispettivamente nel 1973 e 1974, nessuna delle quali però fornì molte informazioni sul satellite. Le immagini raccolte, infatti, risultarono confuse e di scarsa qualità.
Le sonde successive furono le Voyager 1 e 2 nel 1979. Esse fornirono immagini di migliore qualità e con maggiori dettagli, sebbene i fly-by furono ad ogni modo distanti: il più stretto, quello della Voyager 2, avvenne il 9 luglio 1979 ad una distanza minima di 205.720 km. La superficie di Europa apparve costituita da pianure di colore giallo chiaro, solcate da striature rosse e brune, spaccature lunghe migliaia di chilometri, ma relativamente poco elevate. Europa si rivelò essere uno degli oggetti più "lisci" del Sistema solare. Già da queste prime immagini venne avanzata l'ipotesi che un oceano, profondo anche 50 km, potesse esistere al di sotto della superficie.

### La missione Galileo
Nel 1995 la sonda Galileo entrò in orbita attorno a Giove ed eseguì undici sorvoli ravvicinati di Europa nel corso della sua missione, il più stretto dei quali avvenne a soli 200 km dalla superficie della luna.
Nelle immagini della Galileo, Europa apparve come una sfera di cristallo infranta, i cui pezzi erano stati poi rimessi insieme. Fu rilevata la presenza di un limitato numero di crateri da impatto, a conferma della geologicamente recente attività di rinnovamento della superficie, e confermata la presenza di una tenue atmosfera. L'importanza attribuita dagli studiosi ad Europa determinò che la seconda parte della missione della sonda venne dedicata in gran parte allo studio della luna. In particolare, la Galileo Europa Mission (GEM) cercò ulteriori elementi, come la presenza di un campo magnetico, che potessero confermare l'esistenza dell'oceano. Furono inoltre eseguiti ulteriori sorvoli ravvicinati per ottenere fotografie di maggior dettaglio della superficie. Ulteriore obiettivo della missione fu lo studio di Io e del toro ionico associato alla luna.

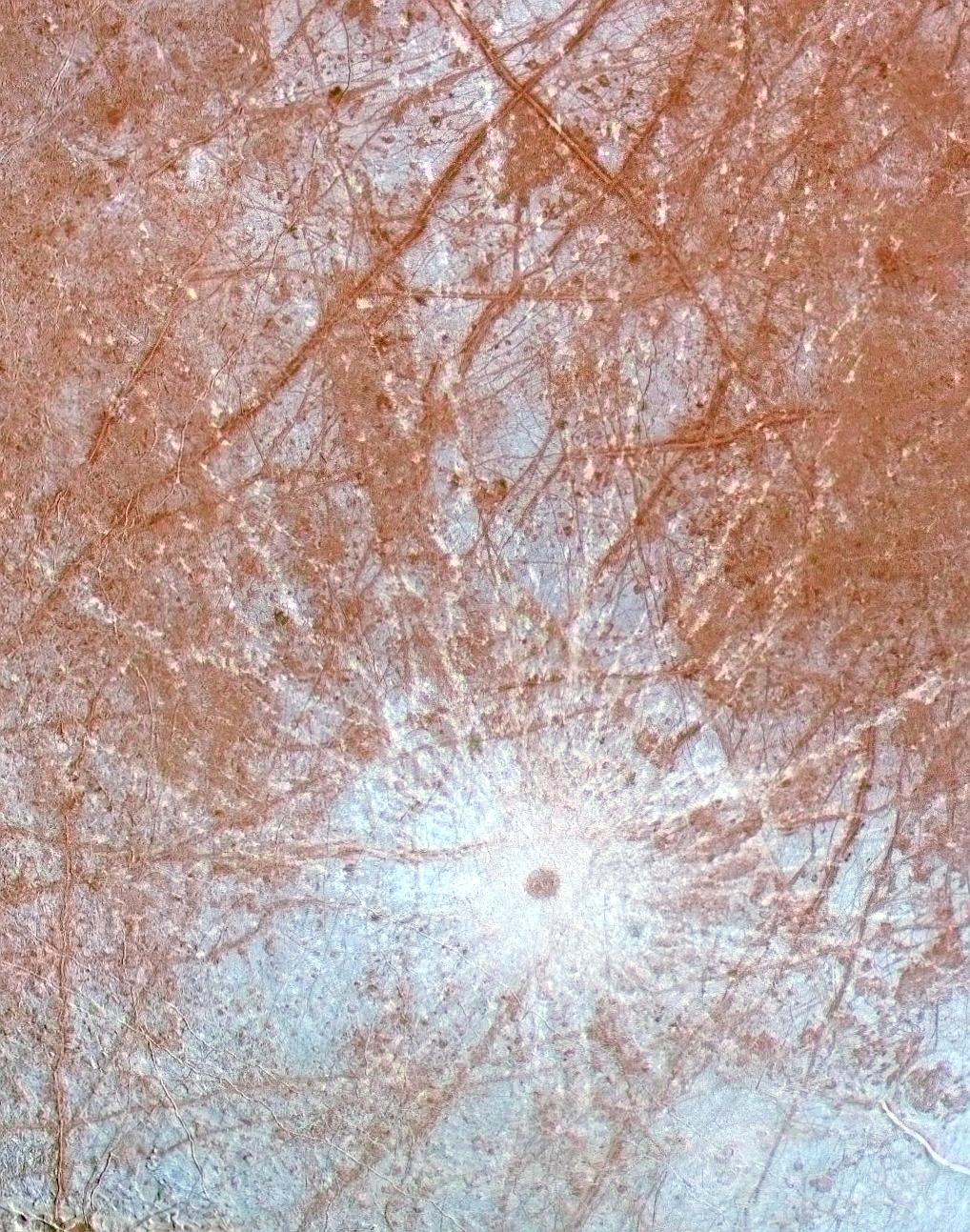
Immagine del cratere Pwyll sulla superficie di Europa, ripresa dalla sonda Galileo.

La Galileo fu inghiottita da Giove in un impatto controllato il 21 settembre 2003, predisposto allo scopo di impedire che la sonda potesse cadere successivamente su Europa, contaminandola.

### Le missioni recenti
La sonda Cassini ha attraversato il sistema di Giove nel 2000, diretta verso Saturno. L'occasione è stata sfruttata per raccogliere dati su Europa, in particolare sulla sua atmosfera, oltre che per condurre osservazioni del pianeta. I dati raccolti dalla sonda sono stati particolarmente utili perché confrontabili con le misurazioni della Galileo, allora ancora in attività.
La sonda che ha attraversato il sistema di Giove più recentemente è stata la New Horizons nel 2007, diretta verso Plutone. La New Horizons ha raccolto mappe topografiche e della composizione della luna.

## Missioni presenti e future
L'ultima missione spaziale diretta verso il sistema di Giove è stata Juno, della NASA, il cui lancio è avvenuto il 5 agosto 2011. La sonda, che ha eseguito una manovra di fionda gravitazionale con la Terra per ridurre i costi del viaggio, ha raggiunto Giove nel 2016. È stata quindi immessa su un'orbita polare attorno al pianeta, che le ha permesso di studiare l'atmosfera e la magnetosfera del pianeta. Nel 2022 ha sorvolato Europa, tuttavia la sua missione prioritaria era lo studio di Giove e del suo campo magnetico, e non delle sue lune.
Proposta per il lancio nel 2020, la Europa Jupiter System Mission (EJSM) era una missione congiunta NASA/ESA per l'esplorazione delle lune di Giove. L'approvazione della missione era subordinata alla vittoria della gara di interesse con la Titan Saturn System Mission, diretta verso Titano ed Encelado: la scelta è avvenuta nel febbraio del 2009. L'EJSM consisteva del Jupiter Europa Orbiter (JEO), di costruzione NASA, del Jupiter Ganymede Orbiter (JGO), di costruzione ESA ed eventualmente del Jupiter Magnetospheric Orbiter, di costruzione JAXA. Il Jupiter Europa Orbiter, in particolare, si doveva concentrare sullo studio di Europa ed Io. Nella fase saliente della missione, della durata di 318 giorni, l'orbita della sonda sarebbe stata polare e circolare, suddivisa in due fasi (della durata di 33 e 285 giorni) condotte rispettivamente a una quota di 200 km e 100 km dalla superficie di Europa. Il termine della missione di JEO era previsto per il 17 maggio 2029: quel giorno la sonda avrebbe ridotto la propria quota fino a cadere sulla superficie di Europa. La missione era stata proposta nell'ambito del programma Flagship tuttavia i tagli al budget della NASA annullarono la missione. L'ESA continuo il suo progetto il cui obiettivo principale rimaneva Ganimede e approvò nel 2012 la missione Jupiter Icy Moons Explorer (JUICE), mentre la NASA, qualche anno dopo, ricevette il finanziamento per una missione meno costosa dell'orbiter attorno a Europa proposta per il programma New Frontiers, Europa Clipper.

### Jupiter Icy Moons Explorer
JUICE, lanciate nell'aprile del 2023, arriverà nel sistema gioviano nel 2031 e studierà in particolare Ganimede, ma effettuerà diversi fly-by di Callisto e anche due sorvoli di Europa, attorno al 2032. In quei brevi sorvoli, equipaggiata con strumenti di ultima generazione, JUICE fornirà il primo sondaggio del sottosuolo della luna, tentando di determinare lo spessore minimo della crosta ghiacciata sulle regioni attive.

### Europa Clipper

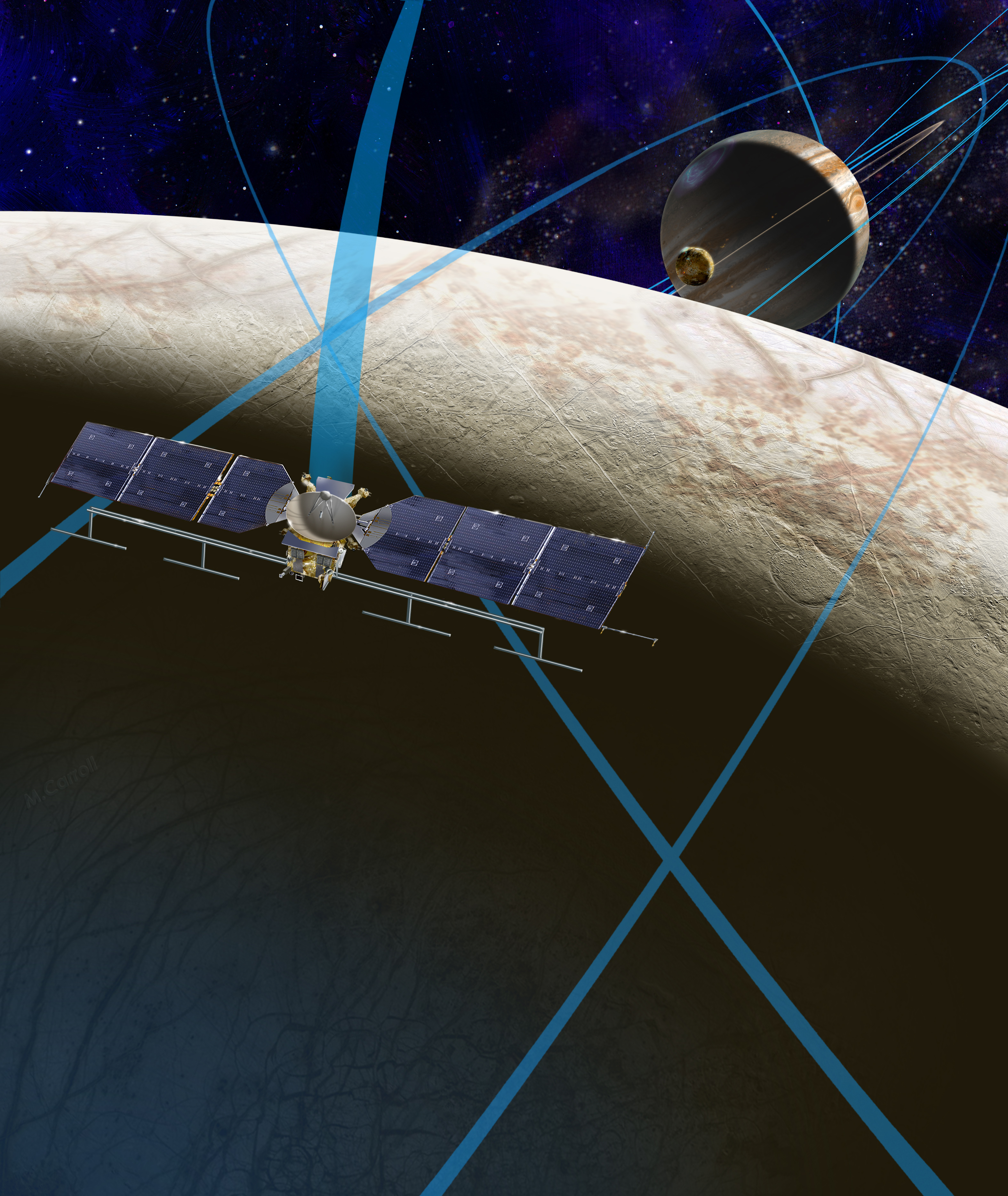
Rappresentazione artistica di Europa Clipper durante un fly-by con Europa.

Nel Sistema gioviano, nella prima metà degli anni 2030, con JUICE ci sarà anche Europa Clipper, sonda della NASA che si concentrerà in particolar modo sullo studio di Europa. Rispetto al progetto precedente e più costoso del Jupiter Europa Orbiter, la sonda non entrerà in orbita attorno a Europa, poiché studi del JPL hanno concluso che sarebbero stati raccolti più dati effettuando una serie di sorvoli ravvicinati, oltre 50, mentre un orbiter sarebbe sopravvissuto solo un paio di mesi nel campo di radiazioni che si trova nei pressi di Europa, 100 volte più intenso che attorno a Ganimede. Il lancio della missione è previsto nel 2024 su un Falcon Heavy e dovrebbe arrivare nel sistema gioviano nel 2030.

## Altre missioni proposte

### Europa Lander
Europa Lander è il nome di un concetto di missione spaziale della NASA per un lander da inviare sulla superficie di Europa. L'obiettivo della missione sarebbe la ricerca di eventuali biofirme raccogliendo campioni dal sottosuolo a una profondità di 10 centimetri, per una missione della durata di 20 giorni. Proposta a metà degli anni 2010, non ha ottenuto i finanziamenti necessari per via degli alti costi della missione, tuttavia nel 2018 il Congresso degli Stati Uniti assegnò 195 milioni di dollari per studiare una futura missione che prevedesse un lander in grado di atterrare in superficie, analizzando campioni prelevati dal sottosuolo.

### Jupiter Icy Moons Orbiter
Una precedente proposta di porre un orbiter attorno ad Europa era inclusa nella missione Jupiter Icy Moons Orbiter della NASA (letteralmente "Satellite orbitante attorno alle lune ghiacciate di Giove"), cancellata nel 2005 a causa di tagli nel budget dell'agenzia spaziale statunitense.
La propulsione per la navicella avrebbe dovuto essere fornita per mezzo di un generatore a fissione nucleare, che avrebbe alimentato i propulsori elettrici. La sonda non si sarebbe limitata a semplici sorvoli delle lune di Giove, ma avrebbe posseduto un'autonomia sufficiente a permetterle di entrare in orbita attorno ad esse e successivamente allontanarsi di nuovo verso l'obiettivo seguente. Era stata valutata l'opportunità di trasportare un lander su Europa in grado di penetrare la coltre di ghiaccio e raggiungere l'oceano sotto la superficie.
La missione era estremamente ambiziosa ed il generatore nucleare, l'elemento chiave che avrebbe potuto permettere l'ampia autonomia energetica di cui era necessaria, al 2005 non era ancora pronto e sarebbero stati necessari ulteriori fondi per il suo sviluppo. Nonostante l'alto interesse della comunità scientifica per Europa, il presidente Bush escluse definitivamente un finanziamento per JIMO nella proposta di bilancio della NASA per l'anno 2006, presentata nel 2005 al Congresso degli Stati Uniti. Mike Griffin, allora direttore della NASA, commentò così la decisione:

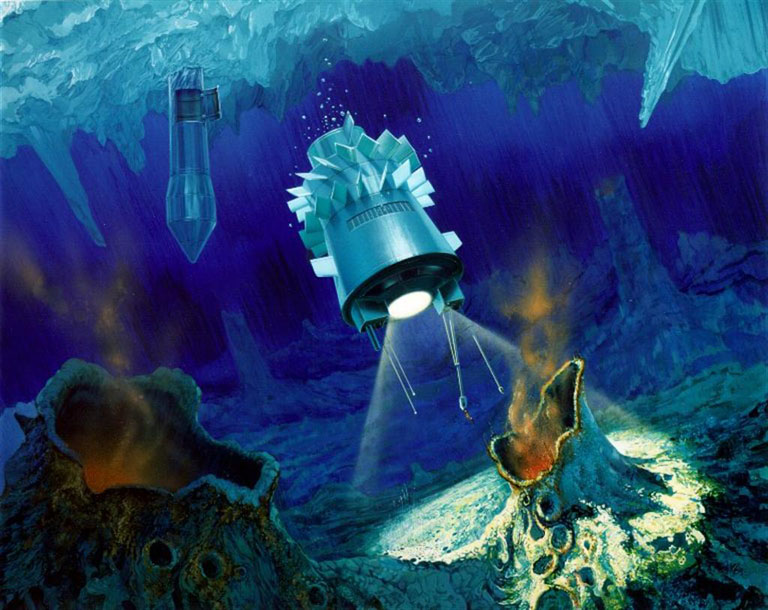
Concept Art del cryobot e dell'hydrobot

Durante la lunga fase di sviluppo del Jupiter Icy Moons Orbiter furono proposte varie missioni alternative: alcune ideate con l'intenzione di mantenere bassi i costi, altre caratterizzate da soluzione tecnologicamente ancora più complesse rispetto al JIMO e che avrebbero dovuto raggiungere obiettivi ancora più ambiziosi.
Una prima proposta di missione, inquadrata nell'ambito del Programma Discovery, denominata Ice Clipper (letteralmente "taglia ghiaccio"), avrebbe adottato una sonda a impatto simile a quello della missione Deep Impact. La proposta, avanzata nel 1997, prevedeva che l'impattatore si sarebbe schiantato in modo controllato sulla superficie di Europa, generando una nube di detriti che sarebbe poi stata raccolta da una piccola sonda spaziale che vi avrebbe volato attraverso ed avrebbe riportato a Terra il materiale per successive analisi. Senza il bisogno di un atterraggio e successivo decollo della sonda da un'orbita attorno Giove o Europa, la soluzione adottata da Ice Clipper sarebbe una delle meno costose, poiché la quantità di carburante necessaria sarebbe ridotta.
Idee più ambiziose sono state avanzate per un lander capace di trovare le prove dell'esistenza della vita che potrebbero essere congelate nell'alta superficie, o anche per esplorare direttamente il possibile oceano sotto il ghiaccio di Europa.

Una proposta vorrebbe utilizzare una grande Melt Probe (letteralmente "Sonda per fondere") nucleare (Cryobot) che attraverserebbe la superficie sciogliendo il ghiaccio finché non arriverebbe all'oceano sottostante. The Planetary Society ha affermato che scavare un pozzo fin sotto la superficie dovrebbe essere un obiettivo primario e provvederebbe alla protezione dalle radiazioni gioviane. Una volta raggiunta l'acqua, la sonda rilascerebbe un veicolo sottomarino autonomo (hydrobot), che raccoglierebbe le informazioni per poi trasmetterle agli osservatori a Terra. Entrambi il cryobot e l'hydrobot dovrebbero attraversare un'estrema sterilizzazione per evitare che la sonda rilevi organismi terrestri anziché l'eventuale vita nativa e per evitare una contaminazione dell'oceano su Europa. Neppure quest'ultima proposta di missione è entrata nella sessione di progettazione dettagliata.